# Jarrod Geddes
 (juillet 2014).
Jarrod Geddes, né le 24 février 1994, est un athlète australien, spécialiste du sprint.
À 19 ans, il est le plus jeune relayeur sélectionné en équipe australienne à l'occasion des championnats du monde, ceux de 2013 à Moscou, mais son équipe ne termine pas la course. Son meilleur temps sur 100 m était de 10 s 37 obtenu à Sydney le 9 mars 2013.
L'année suivante, le 22 février, il porte ses records à Perth le 22 février à 10 s 30 sur 100 m et à 20 s 59 sur 200 m.